# 贝恩德·舒斯特尔
伯恩德·舒斯特尔（德語：Bernd Schuster，1959年11月22日—），生于德国奥格斯堡，前职业足球运动员和教练。 
舒斯特尔是以「足球浪子」的形象出现在世界足坛的。他有着出色的足球天赋，良好的足球技术与意识，可是他个性倔犟，脾气暴躁，性格古怪，独来独往，这既使得他失去了许多扬名国际赛场的好机会，也使得1984年后西德国家队始终无法出现他的身影，他的职业生涯可以用“反叛”两字来形容。

## 职业生涯
在西德U-18国家青年队中一系列出色的发挥和表现出良好的潜能后，在1978年，18岁的舒斯特尔在科隆开始了他的职业生涯。他是1980年意大利欧洲足球锦标赛西德国家队的成员，在德国队参加的四场比赛中他上场两次，他的表现也帮助他获得了赛事的银球奖，仅次于拿到金球奖的队友鲁梅尼格。
在1980年欧锦赛之后舒斯特尔离开了科隆队，和西班牙球队巴塞罗那足球俱乐部签约，这时的他正处于职业生涯的鼎盛时期。在他的球员生涯中他还相继加盟过皇家马德里、马德里竞技和利華古遜。在欧足联50周年纪念投票活动评选过去50年欧洲最出色的球员评选投票活动中舒斯特尔位列第40位。

### 巴塞罗那时期
舒斯特尔是1980年代巴塞罗那足球俱乐部重要球员，薪资仅次于球王马拉多纳。作为球队的中场中枢同时也有多球入帐。那时的球队中还有西蒙森和連尼加这样的一流球星，但只有伯恩德在球队中颇受争议，他和俱乐部主席努涅斯以及其他一些教练员比如，靴利拿、拉特克、雲拿保斯和阿拉贡内斯的关系都比较紧张。1981年和畢爾包的比赛中年仅21岁的舒斯特尔被对方的戈伊科切亚铲伤右腿膝盖（無獨有偶的是，兩年後正短暫效力巴塞隆納的馬拉度納也被這個後衛鏟斷了腳，養傷近四個月），这也影响了他成为世界一流球员的可能，之后不论他有着多么出色的表现都无法达到赛季初的竞技水平了。但是他还是在1981年和1985年夺得了欧洲铜靴奖。
1983-84赛季後，马拉多纳转会拿坡里，巴萨终于确立了舒斯特尔的核心地位。巴萨在联赛里势如破竹提前一个月夺冠，这是11年后巴萨重新夺得联赛冠军，重要的是巴萨在联赛中3-0和3-2双杀皇马。舒斯特尔被誉为庫巴拉、蘇亞雷斯和克鲁伊夫之后又一个“真正的巴塞罗那主人”。

### 皇马时期
1988年舒斯特尔转会去了皇家马德里，由于他在西班牙最为强大的两大豪门之间转会所以导致西班牙国内出现了较多的流言蜚语。在皇马期间，他较少发生非议而且时常出现在球队首发名单中，他和一些马德里本土球员一同建立了Quinta del Buitre（中文大意为团队精神）时代，带领球队统治了1980年代的西班牙联赛。

## 国际赛场和退出
舒斯特尔只为西德国家队出赛了21场国际赛事，随后由于和德国足球协会，国家队主教练德瓦尔以及队友布莱特纳之间产生了矛盾，他在极其年轻的24岁时永久退出了国家队。當年由於須回家侍奉懷有次子大衛即將臨盆的妻子，他拒絕為國家隊上陣出戰阿爾巴尼亞造成頗大的衝擊。

## 回归
他最后一次代表国家队出场是在1984早期对阵法国的比赛中。 尽管他19岁时已经是欧洲最出色的球员之一，但他拒绝参加1986年及1990年世界杯和1984年和1988年的欧锦赛，其中也包括拒绝为贝肯鲍尔执教的西德国家队效力。缺少舒斯特尔的德国队并未在1980年代取得任何一项大赛冠军，但是随着德国国家队中一批新生代的成熟，球队问鼎了1990年世界杯和1996年欧锦赛，而固执的舒斯特尔也无缘分享德国队的这一荣誉。
1990年秋天舒斯特尔来到马德里竞技，随后在球队中有着出色的表现较好的融入了球队的战术体系中，他准确无误地传球，及时发动进攻帮助马竞成为一支联赛的中坚力量。
在三个赛季之后，伯恩德重返德国转会勒沃库森，他在球队中效力了三个赛季。虽然无法帮助球队取得德甲和德国杯的冠军，但是优异的表现还是得到了大家的认可并为他自己赢得了1994年世界杯德国队参赛阵容的一个位置。1994年，在国家电视台德国电视一台的一项年度最佳进球的评选活动中舒斯特尔名列三甲。 可惜的是舒斯特尔那古怪独特的个性决定了他最终未能站上世界杯的赛场。
1997年，在職業生涯的晚期，他出現在墨西哥UNAM美洲獅隊的陣中，並出場10次，隨後在該年舒斯特爾正式掛靴退役。

## 教练生涯
退役后从执教小球会开始了他的教练生涯，德乙联赛的福尔图娜科隆是舒斯特尔执教的第一支球队，虽后又执教了当时仍在德乙的同城球队科隆，但是由于未能将球队带入德甲而离职。
2001年他接受了西班牙足球乙级联赛一支中游球队赫雷斯的主教练合约，在球队执教的两年里取得了非常成功的成绩，这两个赛季是該俱乐部历史上战绩最佳的两个赛季，但是他无法将这样的俱乐部进一步的带入西甲。
无法在西班牙更好的俱乐部得到合约后，他选择了执教乌克兰足球超级联赛的豪门球队顿涅茨克矿工，他率领球队取得了多场的连胜，但是到了最后关头，俱乐部却未能取得令人兴奋的成绩。尤其在冠军联赛中，球队在一场混战中输给了莫斯科火车头未能进入赛事的分组赛，也未能取得联赛冠军。舒斯特尔在2004年球队夺得乌克兰杯前一周被俱乐部解雇。
他在2004年夏天返回西班牙执教莱万特，这支巴伦西亚的小球会在取得了良好的联赛开局后到了联赛收关阶段逐渐疲软，在联赛还剩五轮俱乐部离保级区只有5分优势的时候，舒斯特尔遭到了俱乐部的解职，莱万特随后也未能取得一场联赛胜利，而再次降入西乙。
在2005年夏天，成为了赫塔费的主教练，舒斯特尔在这支小球会的执教十分成功，赫塔费取得了西甲联赛的第七名并且获得了参加2007-08赛季欧洲联盟杯的参赛资格，更令人不可思议的是在西班牙国王杯半决赛中赛前完全不被人看好的赫塔费在首回合2-5惨败给联赛豪门巴塞罗那后，第二回合奇迹般的4-0痛击巴萨晋级决赛。最终在决赛中0-1惜败于塞维利亚。
舒斯特尔在2007年7月9日正式取代被俱乐部解雇的卡佩罗，成为皇家马德里的新任主教练。一上任舒斯特爾改前了前任教練卡佩罗保守之戰術，由季初到季末一直排在聯賽榜首的位置，並以85分高聯賽積分贏得西甲冠軍。
然而，第二季的皇馬卻在聯賽接連失利，開始有人對舒斯特爾心存怨言。在2008年12月9日，舒斯特爾正式被皇家马德里解雇，事原他在對戰死敵巴塞隆納之前表示「皇家马德里以當時的狀態不可能戰勝巴塞隆納」，讓皇家马德里的高層不滿。
继2014年结束马拉加俱乐部执教之后，2018年3月19日晚间，中超联赛大连一方足球俱乐部官方突然宣布舒斯特尔接替执教不满三个月的马林成为俱乐部新任主教练。成为当时大连足球俱乐部历史上名气最大的主教练。
2018年11月11日，舒斯特尔率领大连一方队2：0战胜长春亚泰队，最后一轮惊险保级。

## 个人荣誉
- 1980年欧洲足球锦标赛: 1980
- 欧洲优胜者杯: 1982
- 西班牙国王杯: 1981、1983、1988、1989、1991、1992
- 西班牙足球甲级联赛: 1985、1989、1990
- 欧洲银球奖: 银球奖 1980；铜球奖 1981、1985